# Toxorhina (Ceratocheilus) romblonensis
Toxorhina (Ceratocheilus) romblonensis is een tweevleugelige uit de familie steltmuggen (Limoniidae). De soort komt voor in het Oriëntaals gebied.